# یواس‌اس گراردی (دی‌دی-۶۳۷)
یواس‌اس گراردی (دی‌دی-۶۳۷) (به انگلیسی: USS Gherardi (DD-637)) یک کشتی بود که طول آن ۳۴۸ فوت ۳ اینچ (۱۰۶٫۱۵ متر) بود. این کشتی در سال ۱۹۴۲ ساخته شد.